# Wohn- und Geschäftshaus Nordersteinstraße 54
Das Wohn- und Geschäftshaus Nordersteinstraße 54 in der niedersächsischen Kreisstadt Cuxhaven im Landkreis Cuxhaven stammt vom Ende des 19. Jahrhunderts.
Aktuell (2024) wird es durch Wohnungen und einen Laden genutzt.
Das Gebäude steht unter Denkmalschutz (siehe auch Liste der Baudenkmale in Cuxhaven).

## Geschichte und Beschreibung
Die Nordersteinstraße ist eine Geschäftsstraße in Süd-Nord-Richtung von der Südersteinstraße bis zum Kämmererplatz sowie zur Rohdestraße, Deichstraße und Poststraße. Sie wurde benannt nach der Lage nördlich von der „Steinburg“ (Schloss Ritzebüttel).
Das zweigeschossige giebelständige historisierende verputzte Gebäude mit Drempel und ziegelgedecktem Satteldach wurde um 1880 gebaut. Nach Übernahme des Hauses Nr. 54 durch das benachbarte Textilgeschäft Brady (Nr. 53) wurde 1922 eine einheitliche Fassade vor die beiden Häuser und den bereits vorhandenen Zwischenbau gesetzt. Die symmetrische Straßenfassade hat eine horizontale Putzlisenengliederung.
Das Landesdenkmalamt befand u. a.: „… Der Aufschwung Cuxhavens als Marine- und Seebadstandort um 1900 schlug sich auch in mehreren Stadterweiterungen mit vermehrter Bebauung nieder, die in der Nordersteinstraße und umliegend vor allem Wohn- und Geschäftshäuser des Historismus hervorbrachte.“